# Gosei 1992
Il Gosei 1992 è stata la diciassettesima edizione del torneo goistico giapponese Gosei. 

## Svolgimento
- W indica vittoria col bianco
- B indica vittoria col nero
- X indica la sconfitta
- +R indica che la partita si è conclusa per abbandono
- +N indica lo scarto dei punti a fine partita
- +F indica la vittoria per forfeit
- +T indica la vittoria per timeout
- +? indica una vittoria con scarto sconosciuto
- V indica una vittoria in cui non si conosce scarto e colore del giocatore

### Fase preliminare
La fase preliminare serve a determinare chi accede al torneo per la selezione dello sfidante. Consiste in un torneo preliminare, i cui vincitori sono qualificati al torneo per la determinazione dello sfidante.

### Determinazione dello sfidante
|  | Primo turno          | Primo turno |  |  | Secondo turno        | Secondo turno |                   |                 | Terzo turno | Terzo turno |  |  | Semifinale | Semifinale |  |  | Finale | Finale |
|  |                      |             |  |  |                      |               |                   |                 |             |             |  |  |            |            |  |  |        |        |
|  | Masaki Takemiya      |             |  |  |                      |               |                   |                 |             |             |  |  |            |            |  |  |        |        |
|  | Masahiro Takabayashi | B+2,5       |  |  | Masahiro Takabayashi |               |                   |                 |             |             |  |  |            |            |  |  |        |        |
|  | Ō Meien              |             |  |  | Shuzo Awaji          | W+R           |                   |                 |             |             |  |  |            |            |  |  |        |        |
|  | Shuzo Awaji          | B+R         |  |  |                      |               |                   | Shuzo Awaji     |             |             |  |  |            |            |  |  |        |        |
|  | Rin Kaiho            |             |  |  | Satoshi Kataoka      | B+0,5         |                   |                 |             |             |  |  |            |            |  |  |        |        |
|  | Shoji Hashimoto      | B+R         |  |  | Shoji Hashimoto      |               |                   |                 |             |             |  |  |            |            |  |  |        |        |
|  | Kagen Yo             |             |  |  | Satoshi Kataoka      | W+7,5         |                   |                 |             |             |  |  |            |            |  |  |        |        |
|  | Satoshi Kataoka      | B+R         |  |  |                      |               |                   | Satoshi Kataoka |             |             |  |  |            |            |  |  |        |        |
|  | Hajime Iwata         |             |  |  | Cho Chikun           | W+2,5         |                   |                 |             |             |  |  |            |            |  |  |        |        |
|  | Kazuo Kishimoto      | W+R         |  |  | Kazuo Kishimoto      |               |                   |                 |             |             |  |  |            |            |  |  |        |        |
|  | Koichi Oya           |             |  |  | Yutaka Shiraishi     | B+R           |                   |                 |             |             |  |  |            |            |  |  |        |        |
|  | Yutaka Shiraishi     | W+1,5       |  |  |                      |               | Yutaka Shiraishi  |                 |             |             |  |  |            |            |  |  |        |        |
|  | Yoshio Ishida        |             |  |  | Cho Chikun           | B+6,5         |                   |                 |             |             |  |  |            |            |  |  |        |        |
|  | Norimoto Yoda        | B+3,5       |  |  | Norimoto Yoda        |               |                   |                 |             |             |  |  |            |            |  |  |        |        |
|  | Satoshi Yuki         |             |  |  | Cho Chikun           | B+3,5         |                   |                 |             |             |  |  |            |            |  |  |        |        |
|  | Cho Chikun           | W+R         |  |  |                      |               |                   | Cho Chikun      |             |             |  |  |            |            |  |  |        |        |
|  | Akira Ishida         |             |  |  | Satoru Kobayashi     | W+R           |                   |                 |             |             |  |  |            |            |  |  |        |        |
|  | Hideki Komatsu       | W+R         |  |  | Hideki Komatsu       |               |                   |                 |             |             |  |  |            |            |  |  |        |        |
|  | Kaei Yo              |             |  |  | Hideyuki Fujisawa    | W+5,5         |                   |                 |             |             |  |  |            |            |  |  |        |        |
|  | Hideyuki Fujisawa    | B+R         |  |  |                      |               | Hideyuki Fujisawa |                 |             |             |  |  |            |            |  |  |        |        |
|  | Hideo Otake          |             |  |  | Kunio Hisajima       | B+R           |                   |                 |             |             |  |  |            |            |  |  |        |        |
|  | Kunio Ishii          | W+R         |  |  | Kunio Ishii          |               |                   |                 |             |             |  |  |            |            |  |  |        |        |
|  | Masamitsu Tsuchida   |             |  |  | Kunio Hisajima       | B+R           |                   |                 |             |             |  |  |            |            |  |  |        |        |
|  | Kunio Hisajima       | W+14,5      |  |  |                      |               | Kunio Hisajima    |                 |             |             |  |  |            |            |  |  |        |        |
|  | Yoshimi Hashimoto    |             |  |  | Satoru Kobayashi     | B+R           |                   |                 |             |             |  |  |            |            |  |  |        |        |
|  | Kunio Oyama          | B+R         |  |  | Kunio Oyama          |               |                   |                 |             |             |  |  |            |            |  |  |        |        |
|  | Satsuo Ushinohama    |             |  |  | Masao Kato           | W+R           |                   |                 |             |             |  |  |            |            |  |  |        |        |
|  | Masao Kato           | B+12,5      |  |  |                      |               | Masao Kato        |                 |             |             |  |  |            |            |  |  |        |        |
|  | Yuichi Sonoda        |             |  |  | Satoru Kobayashi     | B+2,5         |                   |                 |             |             |  |  |            |            |  |  |        |        |
|  | Hiroshi Yamashiro    | B+0,5       |  |  | Hiroshi Yamashiro    |               |                   |                 |             |             |  |  |            |            |  |  |        |        |
|  | Eio Sakata           |             |  |  | Satoru Kobayashi     | B+R           |                   |                 |             |             |  |  |            |            |  |  |        |        |
|  | Satoru Kobayashi     | B+R         |  |  |                      |               |                   |                 |             |             |  |  |            |            |  |  |        |        |

### Finale
La finale è una sfida al meglio delle cinque partite, il detentore Kōichi Kobayashi ha affrontato lo sfidante scelto tramite il processo di qualificazione.